# Пајн Ер (Флорида)
Пајн Ер (енгл. Pine Air) насељено је место без административног статуса у америчкој савезној држави Флорида.

## Демографија
По попису из 2010. године број становника је 2.024.
| Група             | 2000.    | 2010.         |
| Белци             | 0 (0,0%) | 584 (28,9%)   |
| Афроамериканци    | 0 (0,0%) | 179 (8,8%)    |
| Азијати           | 0 (0,0%) | 30 (1,5%)     |
| Хиспаноамериканци | 0 (0,0%) | 1.251 (61,8%) |
| Укупно            | 0        | 2.024         |